# Rubricacaecilia monbaroni
Rubricacaecilia monbaroni Evans and Sigogneau-Russell, 2001 è un anfibio estinto appartenente all'ordine Gymnophiona (Apodi). Visse nel Cretacico inferiore (Berriasiano, circa 120 milioni di anni fa) e i suoi resti fossili sono stati ritrovati in Marocco, nei pressi di Anoual.

## Significato dei fossili
Gli apodi sono un ordine di anfibi molto specializzato ma scarsamente conosciuto. In particolare, la loro storia evolutiva è poco nota e i fossili rappresentativi sono pochissimi. Il più antico apode risale al Giurassico inferiore (Eocaecilia). Rubricacaecilia è il secondo più antico apode noto ed è il primo fossile di questo gruppo proveniente dall'antico supercontinente Gondwana. Rubricacaecilia sembra essere leggermente più evoluto rispetto a Eocaecilia, ma è sprovvisto di alcune caratteristiche riscontrabili invece in apodi successivi.